# Bahnhof Horn NÖ
Der Bahnhof Horn NÖ ist ein Durchgangsbahnhof in der Bezirksstadt Horn an der Kamptalbahn. Der Bahnhof ist der betriebliche Mittelpunkt der Kamptalbahn, da hier die meisten Fahrten Richtung Sigmundsherberg und Krems/Donau enden oder beginnen. Das größte Passagieraufkommen hat der Bahnhof morgens und nachmittags, da zu diesen Zeiten den Großteil der Fahrgäste Auspendler Richtung Wien (über Sigmundsherberg) und Krems/St. Pölten ausmachen.

## Geschichte

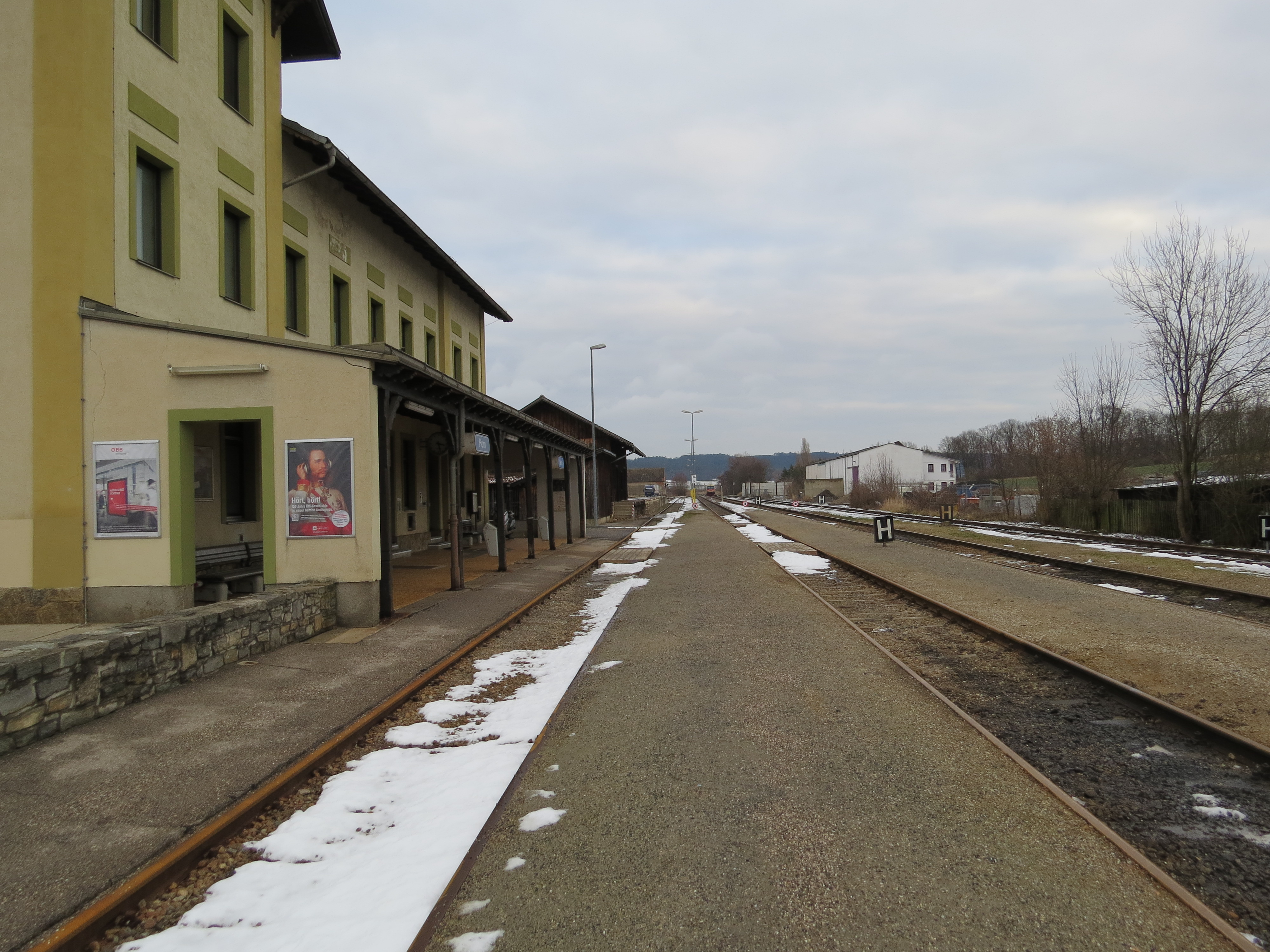
Bahnhof Horn im Jänner 2018

Ursprünglich war der Bahnanschluss Horns bereits in den 1860er-Jahren durch die Franz-Josefs-Bahn vorgesehen. Dies wurde aus Kostengründen nicht verwirklicht, da das primäre Ziel der privaten Errichtergesellschaft war, Böhmen mit Wien zu verbinden. Statt der Führung über Horn wurde das Horner Becken zwischen Eggenburg und Göpfritz über Sigmundsherberg, Hötzelsdorf und Irnfritz umfahren. Trotz des Rückschlags bemühte sich die Stadt Horn weiter um eine Bahnanbindung. Diese Bemühungen trugen erst Früchte, als das Land Niederösterreich die private Österreichischen Localbahngesellschaft beauftragte, eine Lokalbahn von zwischen Sigmundsherberg und Herzogenburg unter Mitbenützung der bereits bestehenden Strecke zwischen Hadersdorf am Kamp und Krems zu errichten. Der Bahnhof wurde schließlich im Zuge des Baus der Kamptalbahn in den 1880er-Jahren errichtet und 1889 eröffnet. Da die Kamptalbahn gemeinsam mit der Kremser Bahn errichtet und eröffnet wurde, ist das Bahnhofsgebäude baugleich mit jenen aus Gars-Thunau, Statzendorf und Furth-Palt. Der Horner Bahnhof hat durch auf das mindeste reduzierte Sanierungen sein ursprüngliches Aussehen verloren. 
In den 1980er-Jahren war immer wieder die Stilllegung der Kamptalbahn im Gespräch, womit auch der Bahnhof für den Personenverkehr geschlossen worden wäre. Dies konnte aufgrund des Einsatzes der Bevölkerung und des Landes Niederösterreich verhindert werden.
Der Bahnhof hatte bis September 2023 zwei Erdbahnsteige. Um den Bahnsteig 2 vom Hausbahnsteig 1 zu erreichen, mussten die Gleise überquert werden. Außerhalb der Stoßzeiten verkehrten die südwärts fahrenden Züge (Richtung Krems/St. Pölten) vom Bahnsteig 1, die nordwärts verkehrenden Züge (Richtung Sigmundsherberg) vom Bahnsteig 2. Der für den Zugleitbetrieb auf der Kamptalbahn nötige Fahrdienstleiter saß bis zu diesem Zeitpunkt im Bahnhof Horn und steuerte von dort aus die gesamte Strecke. Im Gegensatz zu anderen Stationen im Wald- oder Weinviertel verkaufte der Fahrdienstleiter in diesem Bahnhof keine Fahrkarten. Der Fahrkartenschalter im straßensteig gelegenen Eingangsbereich des Warteraums wurde bereits Anfang der 2000er Jahre stillgelegt.

## Gegenwart

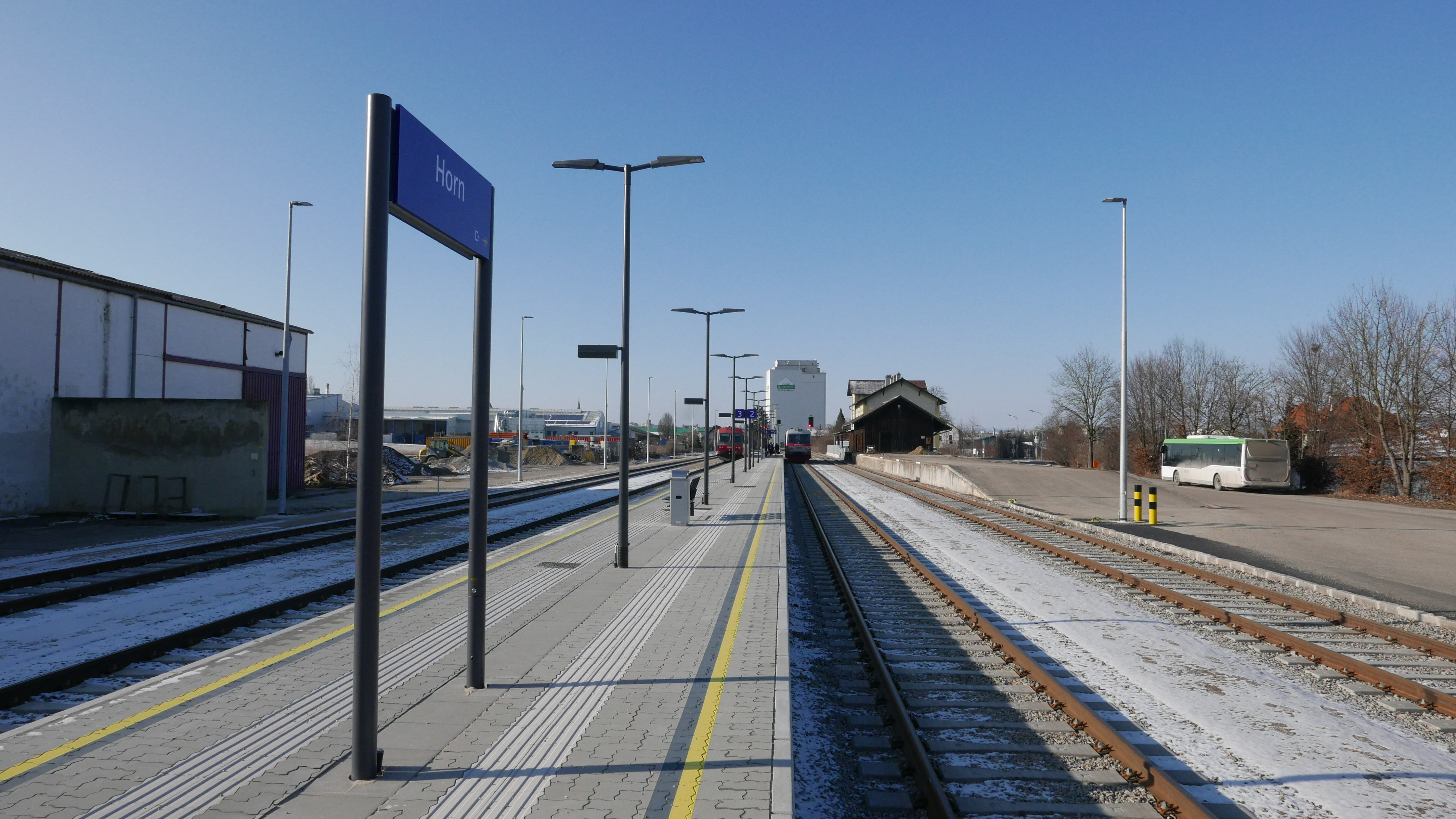
Der im Herbst 2023 neu errichtete Mittelbahnsteig (2024)

Der Bahnhof verfügt über einen beheizten Warteraum mit Sitzmöglichkeiten und einer öffentlichen Toilette.
Im Herbst 2023 erfolgte eine Modernisierung des Bahnhofs Horn. Anstelle der bisherigen Erdbahnsteige wurde ein 160 Meter langer Mittelbahnsteig errichtet. Der Gleiskörper wurde ebenso wie die bestehenden Signal- und Zugsicherungseinrichtungen komplett erneuert. Im Zuge dieser Umbauarbeiten wurde der Bahnhof und die gesamte Steuerung der Kamptalbahn in die Betriebsführungszentrale Wien eingebunden.
Neben den beiden Bahnsteiggleisen gibt es noch ein weiteres Gleis ohne Bahnsteig und an der Westseite des Bahnhofs existiert noch ein Lade-/Anschlussgleis zum Lagerhaus Horn.
An der Zufahrt zum Bahnhof befindet sich eine Bushaltestelle, nördlich eine P+R-Anlage mit einer Kapazität von 30 PKW-Stellplätzen.
Der Fahrkartenverkauf erfolgt auf Bahnsteig 1 sowie in den eingesetzten Züge der Baureihe 5047 mittels Fahrkartenautomat.

## Zukunft
Das Land Niederösterreich plant gemeinsam mit den ÖBB die Errichtung der Spange Horn zwischen der Franz-Josefs-Bahn und der Kamptalbahn. Dadurch wäre eine direkte Führung von Zügen aus Wien nach Horn möglich. Die Fertigstellung dieses Projekts wird vom Land Niederösterreich für 2030 anvisiert. Inbegriffen in diesem Projekt wäre die Elektrifizierung der Kamptalbahn zwischen Sigmundsherberg und Horn und die Modernisierung des Bahnhofs in Horn.

## Verbindungen
Im Bahnhof Horn enden und beginnen tagsüber stündlich Zugverbindungen von und nach St. Pölten Hbf über Krems/Donau, und stündlich von und nach Sigmundsherberg. Wenige Züge verkehren durchgehend von Sigmundsherberg nach Krems bzw. St. Pölten. Montags bis Freitags wird das Zugangebot in der morgendlichen Stoßzeit und am Nachmittag verdichtet, vor allem auf der Strecke Horn–Sigmundsherberg, wo in der Lastrichtung die Züge in einem unreinen Stundentakt verkehren.
Zur geraden Stunde bestehen immer Anschlüsse zwischen den Zügen und Bussen der Linie WA2 Horn–Waidhofen/Thaya–Horn.
| Linie | Strecke | Takt (min)            | Anmerkung                                                           |
| ----- | --- | --------------------- | ------------------------------------------------------------------- |
| R44   | Sigmundsherberg – Horn NÖ                                                                                    | ~120                  | zur Hauptverkehrszeit und Mo–Fr am Nachmittag mind. alle 60 Minuten |
| R44   | Horn NÖ – Gars-Thunau – Schönberg am Kamp – Hadersdorf am Kamp – Krems/Donau – Herzogenburg – St. Polten Hbf | ~60 (nach St. Pölten) | in Krems endende Züge haben Anschluss nach St. Pölten               |